# 11943 Davidhartley
11943 Davidhartley este un asteroid din centura principală de asteroizi.

## Descriere
11943 Davidhartley este un asteroid din centura principală de asteroizi. A fost descoperit pe 20 iulie 1993 la Observatorul La Silla de Eric Walter Elst. Asteroidul prezintă o orbită caracterizată de o semiaxă mare de 3,02 ua, o excentricitate de 0,05 și o înclinație de 8,9° în raport cu ecliptica.